# Premochtherus sardus
Premochtherus sardus là một loài ruồi trong họ Asilidae. Premochtherus sardus được Tsacas miêu tả năm 1965. Loài này phân bố ở vùng Cổ Bắc giới.